# Cyaniriodes miotsukushi
Cyaniriodes miotsukushi är en fjärilsart som beskrevs av Hayashi 1976. Cyaniriodes miotsukushi ingår i släktet Cyaniriodes och familjen juvelvingar. Inga underarter finns listade i Catalogue of Life.